# Sự kiện bèo hoa dâu

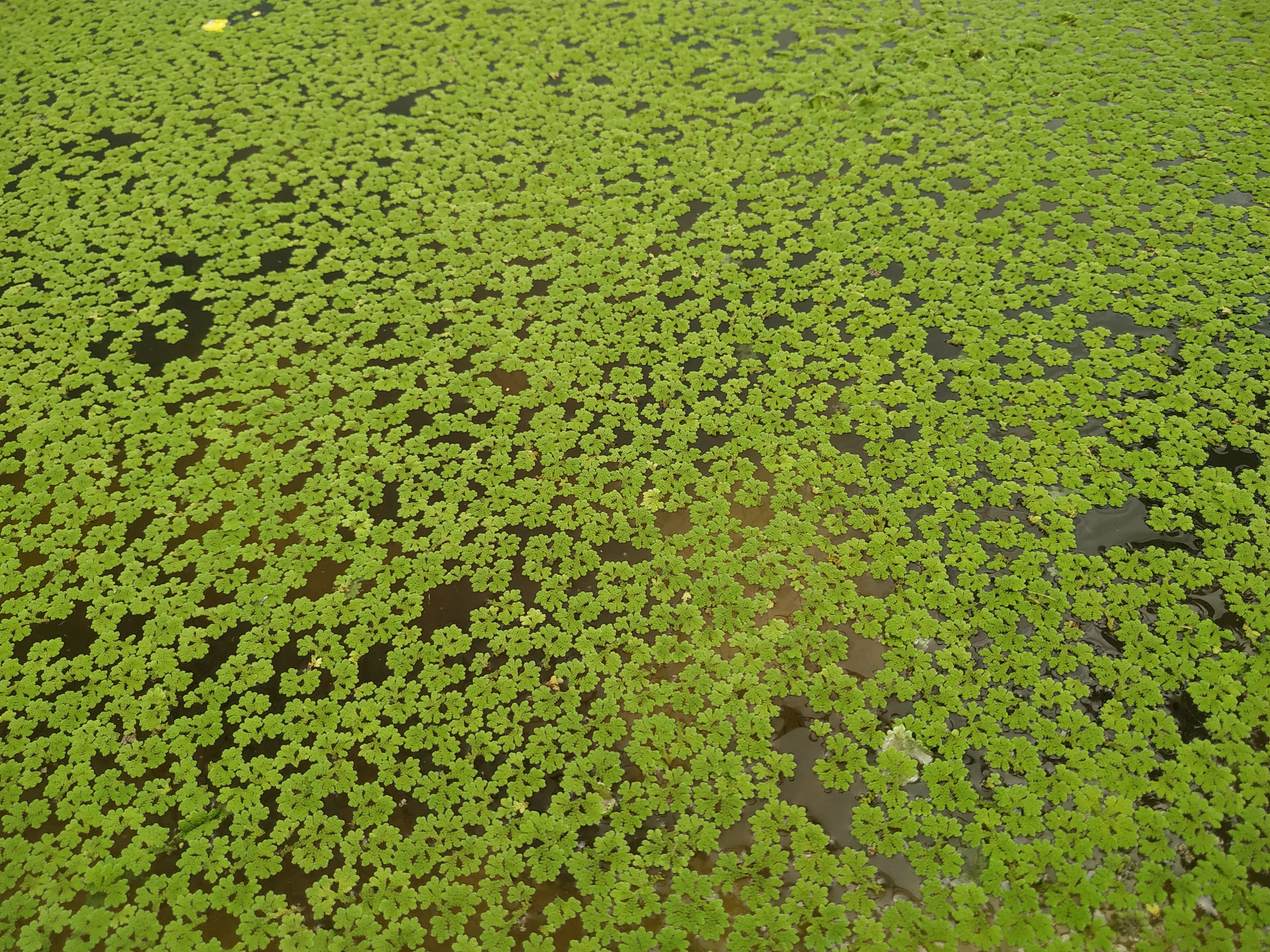
Sự phát triển nở rộ của một loài có họ gần với bèo hoa dâu vào 49 triệu năm trước có thể đã làm Trái Đất lạnh đi đột ngột và sau đó tiếp tục lạnh dần về trạng thái khí hậu hiện tại.

Sự kiện bèo hoa dâu, hay sự kiện Azolla, là giả thuyết về một kịch bản cổ khí hậu có thể xảy ra vào giữa thế Eocen, khoảng 49 triệu năm trước, khi một loài dương xỉ thủy sinh nước ngọt có họ với bèo hoa dâu được cho là đã phát triển bùng nổ ở Bắc Băng Dương khiến carbon bị cô lập khỏi khí quyển. Khi bèo chết và chìm xuống đáy biển tù đọng, chúng hình thành lớp trầm tích trong khoảng thời gian cỡ 800.000 năm. Kết quả là lượng khí carbon dioxide trong khí quyển giảm xuống, có thể đã giúp đảo ngược trạng thái "nhà kính" của Trái Đất ở thời kỳ Cực đại Khí hậu Eocen Sớm. Trong thời kỳ nhiệt độ cực đại đó, Trái Đất nóng đến mức rùa và cây cọ sinh sôi ở hai cực. Sau sự kiện này, Trái Đất tiếp tục lạnh dần và đạt đến trạng thái hiện tại với các cực có băng bao phủ, còn được gọi là Kỷ băng hà Kainozoi muộn.

## Bằng chứng địa chất

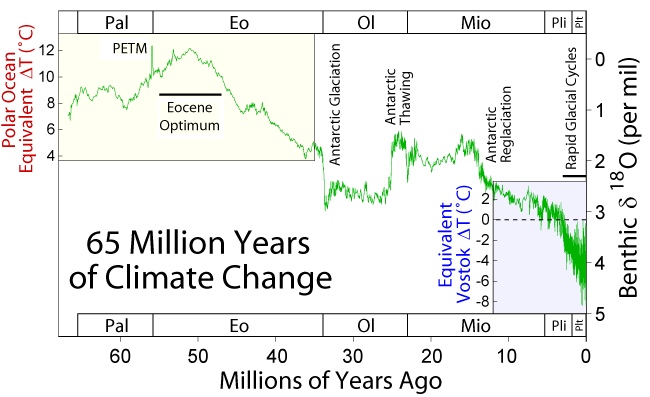
δ^{18}O – đại diện cho nhiệt độ – trong 65 triệu năm qua. Sự kiện bèo hoa dâu đánh dấu sự kết thúc của thời kỳ Cực đại nhiệt Eocen và bắt đầu sự suy giảm nhiệt độ toàn cầu trong thời gian dài.

Trong các lớp trầm tích khắp lưu vực Bắc Cực, một lớp có độ dày ít nhất 8 m có thể thấy rõ. Ở một số chỗ, lớp này có thể dày tới 20 m, tuy rằng các lớp sâu nhất chưa được khám phá hết. Lớp này bao gồm các lớp xen kẽ; các lớp vụn silic được hình thành từ sự lắng đọng của các sinh vật phù du, hay xuất hiện ở trầm tích biển, xen với các lớp dày cỡ milimet bao gồm vật chất bèo hoa dâu hóa thạch. Chất hữu cơ này cũng có thể được phát hiện dưới dạng tăng vọt bức xạ gamma, đã được ghi nhận trên khắp lưu vực Bắc Cực. Lớp này thường được dùng để so khớp các lõi băng được khoan ở các vị trí khác nhau. Các phép kiểm soát phấn hoa học, và các phép hiệu chỉnh bản ghi đảo cực địa từ độ phân giải cao, cho phép ước tính sự kiện ứng với lớp trầm tích này đã kéo dài 800.000 năm. Sự kiện này trùng hợp chính xác với sự sụt giảm mạnh nồng độ carbon dioxide, giảm từ mức 3500 ppm vào đầu Eocen đến mức 650 ppm trong lúc diễn ra sự kiện này.

## Bèo hoa dâu
Bèo hoa dâu được coi là một trong các "siêu thực vật" vì nó có thể hút 21,266 tấn CO2 trên diện tích 1 hecta mỗi năm. Bèo hoa dâu có khả năng hấp thụ trực tiếp nitơ từ khí quyển, nhờ cộng sinh với vi khuẩn lam. Giới hạn chính đối với sự tăng trưởng của bèo hoa dâu thường là mật độ phosphor trong môi trường nuôi. Các nguyên tố carbon, nitơ và lưu huỳnh, các thành phần chính của protein, đã có sẵn ở khí quyển hoặc có đủ ở môi trường nước, còn phosphor cần thiết cho DNA, RNA và trong quá trình chuyển hóa năng lượng, thường có nồng độ ít hơn so với ba nguyên tố trên. Bèo hoa dâu có thể phát triển với tốc độ nhanh trong điều kiện thuận lợi – nhiệt độ vừa phải và 20 giờ nắng mỗi ngày, cả hai đều có ở các cực trong thời kỳ đầu Eocen – và có thể tăng gấp đôi sinh khối trong vòng hai đến ba ngày ở điều kiện như vậy. Tốc độ tăng trưởng này đẩy những cây bèo già xuống lớp nước phía dưới, tại đó chúng chết do thiếu ánh sáng, và chìm xuống đáy giúp cô lập carbon.

## Điều kiện thuận lợi cho sự kiện
Trong thời kỳ đầu Eocen, cấu hình lục địa khiến biển Bắc Cực gần như bị cắt đứt hoàn toàn khỏi các đại dương rộng lớn hơn. Điều này có nghĩa là sự xáo trộn các tầng nước không xảy ra mạnh như ngày nay (hiện tại, các dòng nước sâu như Dòng chảy Vịnh gây ra sự xáo trộn các tầng nước). Hiện tượng cột nước phân tầng, giống như Biển Đen ngày nay, có thể đã xảy ra. Nhiệt độ cao và gió mạnh dẫn đến lượng nước bốc hơi nhiều, làm tăng mật độ muối của đại dương, đồng thời gây ra lượng mưa lớn khiến các con sông từ các lưu vực xung quanh đổ nước ngọt về nhiều. Nước ngọt nhẹ hơn và nổi lên bề mặt của lớp nước mặn, tạo ra lớp nepheloid. Chỉ cần một vài centimet lớp nước ngọt bề mặt cũng đủ để bèo hoa dâu xâm chiếm. Nước sông đổ về sẽ giàu khoáng chất như phosphor, được tích tụ từ bùn và đá mà dòng sông đã tương tác khi băng qua các lục địa. Để hỗ trợ thêm cho sự phát triển của thực vật, nồng độ carbon (dưới dạng carbon dioxide) trong khí quyển được cho là cao vào thời kỳ này.
Nhưng chỉ sự phát triển bùng nổ của bèo hoa dâu thôi thì chưa đủ để gây ra biến đổi khí hậu. Cần có sự cô lập carbon lâu dài. Cơ chế cô lập carbon được cho là xảy ra khi bèo hoa dâu chết và chìm xuống lớp đáy thiếu oxy của lưu vực Bắc Cực, kết quả của cột nước phân tầng. Môi trường thiếu oxy ức chế hoạt động của các sinh vật phân hủy và cho phép thực vật không bị thối rữa cho đến khi chúng bị trầm tích chôn vùi.
Điều kiện thuận lợi cho sự kiện bèo hoa dâu kết thúc trùng với thời điểm của các bằng chứng cho thấy biển Bắc Cực không còn bị cô lập khỏi các đại dương xung quanh: nước từ các đại dương đổ về làm tăng lượng muối và nhiệt độ của Bắc Băng Dương. Nước muối khiến bèo hoa dâu ngừng sinh trưởng và chết nhanh chóng; xác bèo bị phân hủy, giải phóng carbon trở lại sinh quyển, trong điều kiện nước biển bị xáo trộn và giàu oxy hơn.

## Hiệu ứng toàn cầu
Với 800.000 năm bùng nổ bèo hoa dâu và 4 triệu km2 lưu vực chứa trầm tích, những ước tính dè dặt nhất cũng cho thấy lượng carbon được cô lập là quá đủ để giải thích cho mức giảm 80% lượng CO2 đã được quan sát. Các yếu tố khác cũng đóng một vai trò nào đó cho sự sụt giảm này. Sau sự kiện bèo hoa dâu, Trái Đất đã bắt đầu chuyển từ trạng thái nhà kính khi đó, dần sang đóng băng ở các cực như hiện tại. Nhiệt độ mặt nước biển trung bình ở Bắc Cực giảm dần từ 13 °C khi đó cho đến mức −9 °C ngày nay, và phần còn lại của địa cầu cũng trải qua sự thay đổi tương tự. Có các bằng chứng địa chất thể hiện nhiệt độ giảm nhanh trong khoảng từ 49 đến 47 triệu năm trước, trùng thời điểm của sự kiện bèo hoa dâu; đá nhỏ (được coi là bằng chứng cho sự hiện diện của sông băng) sau đó thường xuất hiện trong trầm tích ở Bắc Cực. Sự kiện bèo hoa dâu diễn ra trong bối cảnh Trái Đất cũng đang có một chu kỳ hạ nhiệt chậm và lâu dài hơn nhiều; và chỉ đến 15 triệu năm trước mới có bằng chứng về sự đóng băng lan rộng và vĩnh cửu ở vùng cực Bắc.

## Giải thuyết khác
Trong khi bèo hoa dâu phủ xanh cả Bắc Băng Dương là một mô hình khả thi, các nhà khoa học cũng chỉ ra một phương án khác là các quần thể bèo hoa dâu ở vùng đồng bằng sông hoặc đầm nước ngọt xung quanh có thể bị dòng chảy mạnh cuốn vào Bắc Băng Dương và lắng đọng thành carbon bị cô lập ở đây. Giả thuyết này loại bỏ sự cần thiết của lớp nước ngọt trên bề mặt của Bắc Băng Dương.

## Hệ quả kinh tế
Phần lớn sự quan tâm hiện nay đến việc thăm dò dầu mỏ ở các vùng Bắc Cực đều hướng tới các mỏ trầm tích bèo hoa dâu. Việc một lượng lớn vật liệu hữu cơ lắng đọng ở đây đã cung cấp nguồn đá cho dầu mỏ, do đó, với lịch sử nhiệt thích hợp, những hóa thạch bèo hoa dâu có thể đã được chuyển đổi thành dầu hoặc khí đốt.